# Ringkøbing Håndbold
Ringkøbing Håndbold est un club danois de handball féminin basé à Ringkøbing. L'équipe joue actuellement dans le championnat du Danemark de handball féminin (Damehåndboldligaen).

## Joueuses historiques
- Julie Kjær Larsen
- Anne Mette Pedersen (2012-2013)
- Ida Vium (depuis 2018)